# Pfarrkirche Rinkenberg

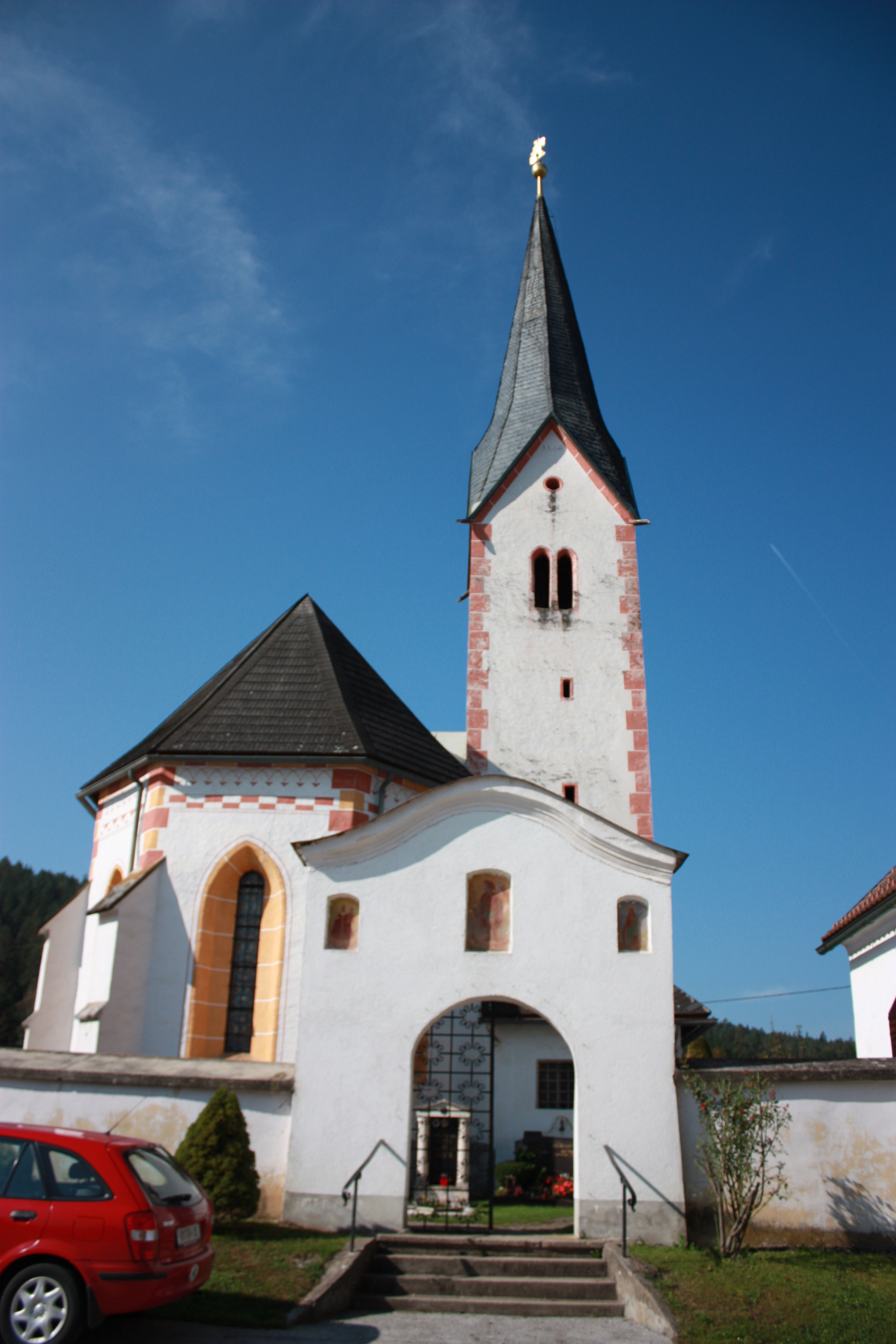

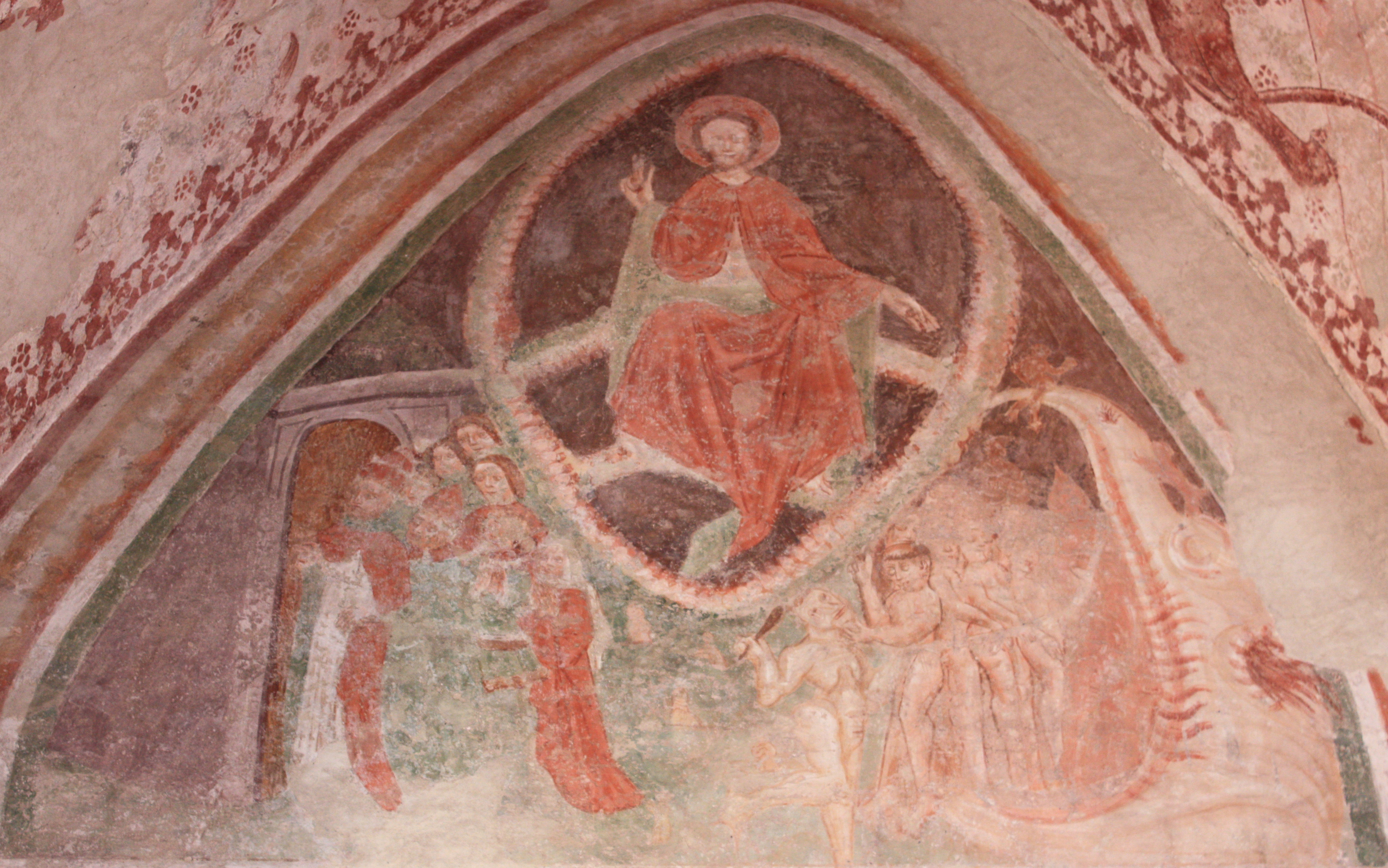
Fresko: Jüngstes Gericht

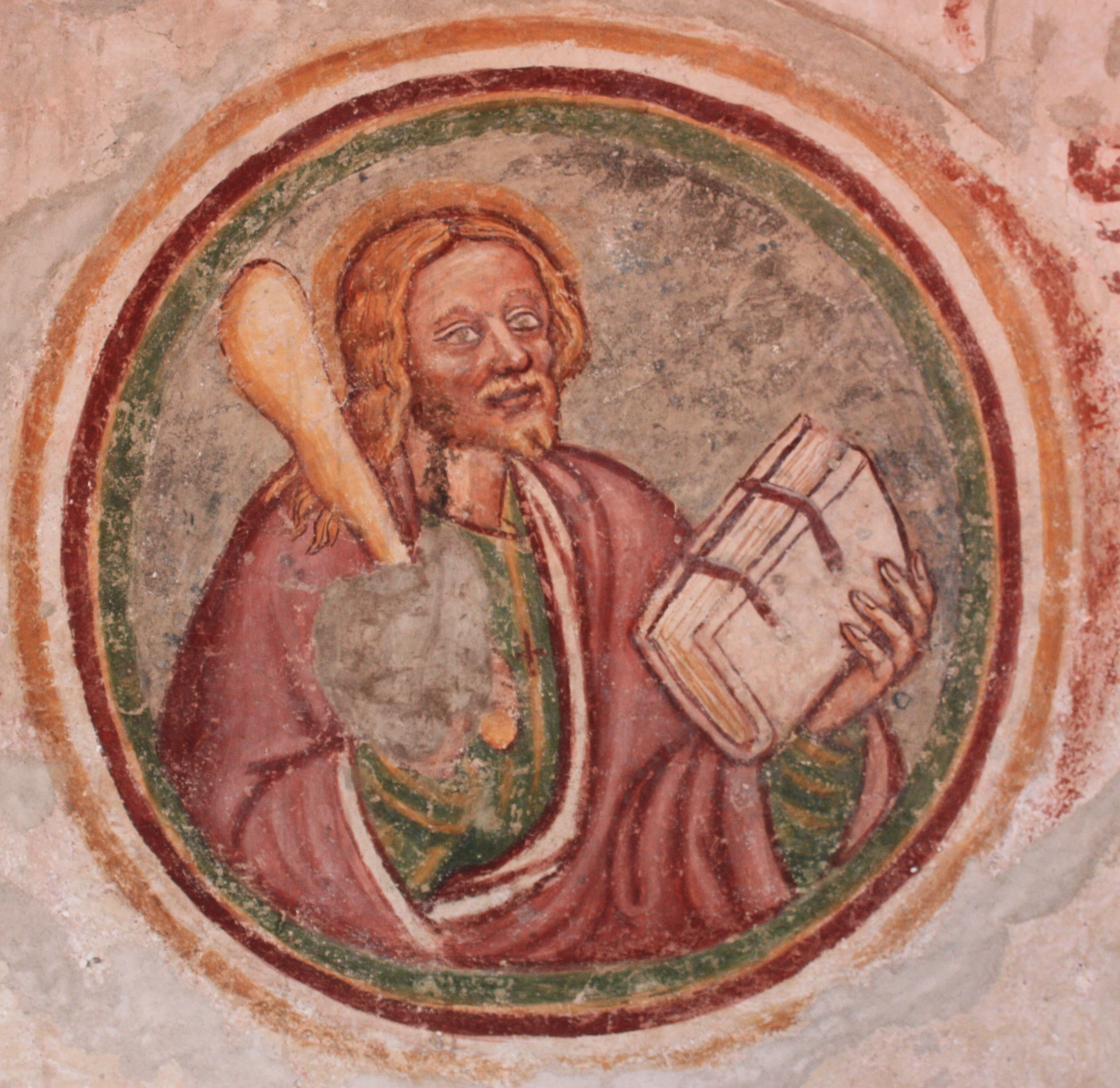
Fresko: Judas Thaddäus

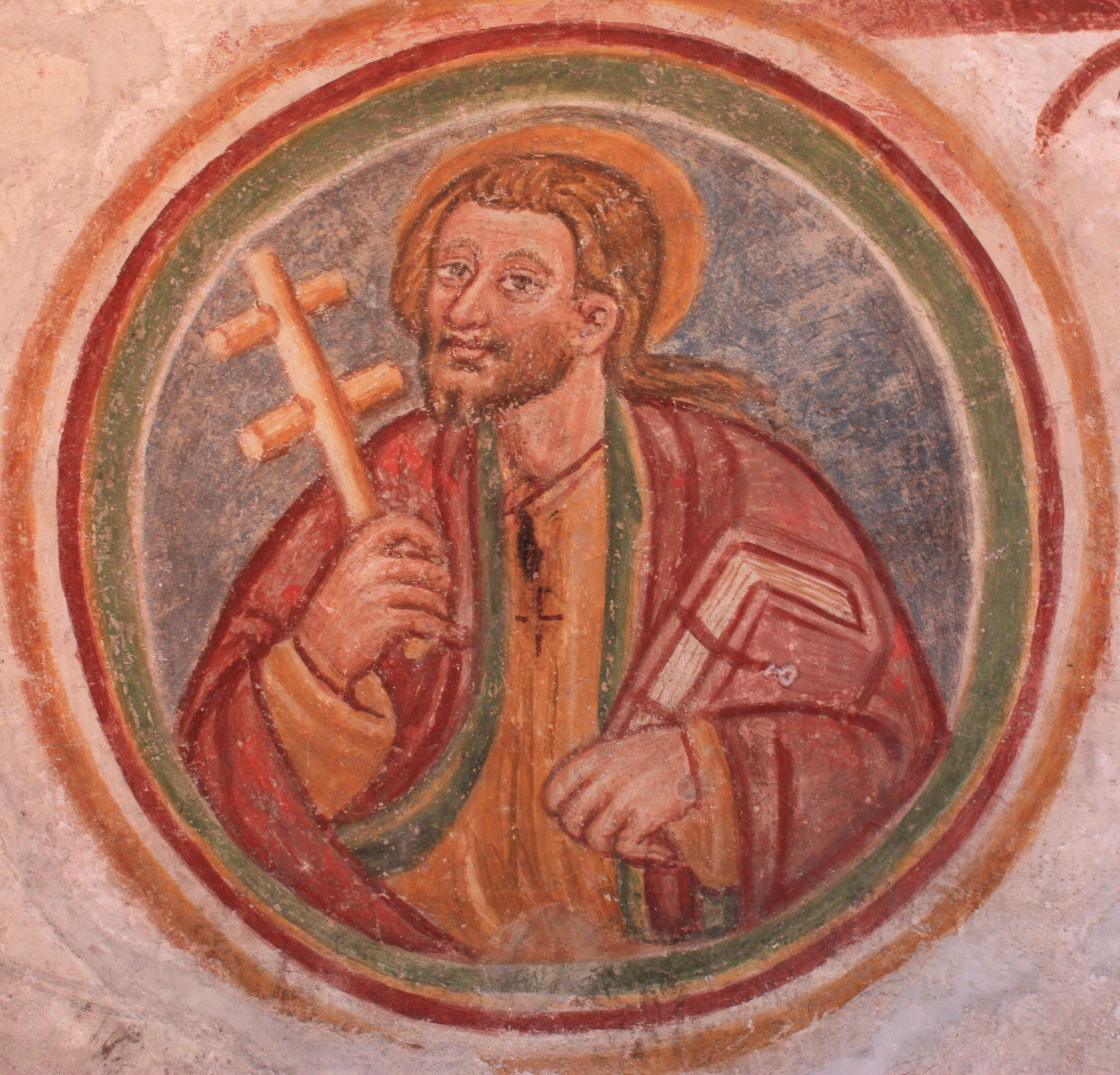
Fresko: Apostel

Die römisch-katholische Pfarrkirche Rinkenberg ist dem heiligen Florian geweiht und steht, von einer Friedhofsmauer mit barockem Portal umfriedet, in der Ortschaft Rinkenberg/Vogrče in der Gemeinde Bleiburg.

## Geschichte
Die Kirche wurde schon 1251 als Pfarre bezeichnete und ist wohl aus einer Eigenkirche hervorgegangen. Über die Junecker und Spanheimer kam sie unter landesfürstliches Patronat. 1475 brannten die Türken die Kirche nieder. Danach wurde sie erneuert und schrittweise ausgemalt.

## Baubeschreibung
Die heutige Kirche ist ein mittelgroßer, spätgotischen Bau. Zweistufige Strebepfeiler stützen den Chor. An der südlichen Chorwand ist ein Christophorusfresko aus dem 19. Jahrhundert. Die slowenische Bildunterschrift bedeutet: „Der heilige Christophorus sagt uns, dass man nicht fluchen und schimpfen dürfe.“ An der Nordseite des Chores steht der Kirchturm mit zweiteiligen Schallfenstern und Spitzgiebelhelm. Die Glocke wurde 1669 von Lorenz Pez gegossen. Östlich des Turmes schließt eine barocke Sakristei an. An der südlichen Langhauswand befindet sich ein profiliertes Rundbogenportal. An der westlichen Außenwand ist eine römerzeitliche Grabinschrift für die einheimischen Capito, Marica und Ateduna eingemauert. Die große Vorlaube mit Resten einer patronierten (Schablonenmalerei) Flachdecke hat die Breite des Kirchenschiffes. In ihr steht eine Außenkanzel in Form eines gemauerten, polygonalen Kanzelkorbes aus dem 18. Jahrhundert.
Über dem zweijochigen Langhaus erhebt sich ein Sternrippengewölbe auf Wandvorlagen mit Runddiensten aus dem ersten Viertel des 16. Jahrhunderts. Die Westempore mit Maßwerkbrüstung über einem gedrückten Rundbogen ist netzrippenunterwölbt. Der Aufgang zur Empore führt durch ein verstäbtes Portal mit geradem Sturz über eine gotische Steinwendeltreppe.
Der stark eingezogene Triumphbogen ist mit 1522 bezeichnet. Der einjochige Chor mit Fünfachtelschluss in der Breite des Langhauses ist niedriger als dieser und hat im Chorschluss Spitzbogenfenster. Über dem Chor ruht ein Kreuzrippengewölbe auf Konsolen aus dem 14. Jahrhundert. Die Sakristei hat ein Tonnengewölbe.

## Wandmalereien
Die Wandmalereien aus dem 15. Jahrhundert im Chor wurden 1978 freigelegt. An der Südwand des Chores ist der Heilige Florian und Szenen seines Martyriums wiedergegeben. Auf der gegenüberliegenden Seite ist das Weltengericht und die Kreuztragung dargestellt. Neben einer Madonna sind noch weitere Heilige zu sehen. Die zwölf Apostel in Rundmedaillons werden dem Meister von Einersdorf zugeschrieben.

## Ausstattung
Der Hochaltar ist in einem Chronogramm mit 1749 datiert. In der Mittelnische birgt der Altar die Statue des heiligen Florian, die innen von den Figuren der Heiligen Martin und Bartholomäus sowie außen von Antonius den Großen und einer Figur mit Jakobsmuschel und Leiter flankiert wird. Bei dieser Figur handelt es sich entweder um den Heiligen Alexius in Pilgertracht oder um den Apostel Jakobus. Den Altaraufsatz bilden eine Heilig-Geist-Taube und ein in Wolken schwebender Gottvater, umgeben von Engeln und zwei Heiligen.
Die beiden Seitenaltäre stammen aus dem dritten Viertel des 18. Jahrhunderts. Am linken Altar steht in der Mittelnische eine Muttergottesstatue im Strahlenkranz, flankiert von zwei Ordensheiligen sowie im Aufsatz die Figur Johannes des Täufers.
Am rechten Altar steht unten die Statue der heiligen Katharina und oben die des Evangelisten Lukas.
In der Vorhalle ist ein Florianialtar aus der zweiten Hälfte des 17. Jahrhunderts aufgestellt. Der zeigt im Mittelbild den heiligen Florian, darunter eine Heilig-Haupt-Darstellung und im Aufsatz die heilige Dreifaltigkeit.
Der spätgotische Taufstein ist mit einem Meisterzeichen versehen.